# Fédération internationale de boccia
La Fédération internationale de boccia, officiellement en anglais Boccia International Sports Federation (BISFed), est une association sportive internationale qui fédère moins d'une centaine de fédérations nationales de boccia du monde entier.
Discipline handisport pour les paralysés cérébraux, la BISFed est affiliée à l'Association internationale du sport et des loisirs des paralysés cérébraux (CPISRA). Elle est également partie prenante de l'Agence mondiale antidopage.
La boccia est devenue un sport officiel des Jeux paralympiques lors des Jeux paralympiques d'été de 1984.

## Histoire
La gouvernance du sport de boccia était auparavant géré par la CPISRA. Une résolution  a été prise en octobre 2010 afin de constituer une association internationale spécifique pour ce sport pour établir les règles, gérer les compétitions et promouvoir son développement.
En mars 2012, un premier comité a été constitué pour amener décembre 2012 l'organisation de l'assemblée générale constitutive.
La BISFed organise tous les quatre ans son championnat du monde en alternance avec les Jeux paralympiques.

## Classification
|               |  |               |
| Catégorie BC3 |  | Catégorie BC4 |

La fédération reconnait quatre catégories :
- BC1 : Les joueurs de cette classe lancent la balle avec la main ou le pied. Ils peuvent demander l'aide d'un assistant qui reste en dehors de la surface de jeu du compétiteur pour stabiliser ou ajuster sa chaise de jeu et donner la balle au joueur à la demande.
- BC2 : Les joueurs de cette classe lancent la balle avec la main. Ils ne sont pas admissibles à l'aide.
- BC3 : Les joueurs de cette classe ont un dysfonctionnement locomoteur très grave aux quatre extrémités. Même s’ils peuvent bouger les bras, leur amplitude de mouvement est insuffisante pour propulser une balle de boccia sur le terrain. Ils peuvent utiliser un dispositif d'assistance tel qu'une rampe. Ils peuvent demander l'aide  d'un assistant dos au terrain sans voir le jeu en cours.
- BC4 : Les joueurs de cette classe ont un dysfonctionnement locomoteur grave aux quatre extrémités, ainsi qu'un mauvais contrôle du tronc. Ils peuvent démontrer une dextérité suffisante pour lancer la balle sur le terrain. Les joueurs ne sont pas admissibles à l'aide

## Associations membres
| Afrique | Amériques | Asie/Océanie | Europe |                        |
| Membres à part entière | Membres à part entière | Membres à part entière | Membres à part entière | Membres à part entière |
| --- | --- | --- | --- | ---------------------- |
| - Maroc (Royal Morocan Federation of Sports for Disabled) - Afrique du Sud (South African Sports Association for the Physically Disabled) - Tunisie (NPC Tunisia) | - Argentine (Federacion Argentina de Deportes de Paralisis Cerebral) - Bermudes (Bermuda Paralympic Association) - Brésil (ANDE) - Canada (Canadian Cerebral Palsy Sports Association) - Chili (Comision Paralimpica De Chile) - Colombie (Colombian Federation for Athletes with Cerebral Palsy) - Costa Rica (Federation Paralympics De Costa Rica) - Équateur (Ecuadorian Federation of Sports for Persons with Physical Disabilities) - Salvador (Comite Paralimpico de El Salvador) - Mexique (FEMEDPC) - Nicaragua (Federacion Deportiva Del Comite Paralympico Nicaraguense) - Panama (Panama Paralympic Committee) - Pérou (Association Nacional Paralimpica del Peru) - États-Unis (USA Boccia) | - Australie (Boccia Australia) - Bahreïn (Bahrain Sports Federation for Disabilities) - Chine (National Paralympic Committee of China) - Chinese Taipei (Chinese Taipei Paralympic Committee) - Hong Kong (Hong Kong Paralympic Committee and Sports Association for the Physically Disabled) - Inde (Para Boccia Sports Welfare Society) - Indonésie (NPC Indonesia) - Iran (Islamic Republic of Iran Sports Federation for the Disabled ) - Irak (Iraq Boccia Federation) - Japon (Japan Boccia Association) - Corée du Sud (Korean Boccia Federation for the Disabled) - Koweït (Kuwait Paralympic Committee) - Macao (NPC Macau) - Malaisie (Paralympic Council of Malaysia) - Mongolie (Mongolian Para Boccia Federation) - Nouvelle-Zélande (Boccia New Zealand) - Arabie saoudite (NPC Saudi Arabia) - Singapour (Singapore Disability Sports Council) - Thaïlande (Cerebral Palsy Sports Association of Thailand) - Timor oriental (Federcao Boccia Timor Leste) | \| - Autriche (Austrian Sport Federation for Disabled) - Azerbaïdjan (Azerbaijan Paralympic Committee) - Belgique (Belgian Paralympic Committee) - Croatie (Croatian Paralympic Committee) - Chypre (Cyprus Parasports Federation) - République tchèque (Spastic Handicap - Cerebral Palsy Czech Sports Federation) - Danemark (NPC Denmark) - Îles Féroé (ISB) - Finlande (Finnish Sports Association of People wiith Disabilities) - France (Fédération française handisport) - Géorgie (Georgia Boccia Federation) - Allemagne (Deutscher Behindertensportverband) - Grande-Bretagne (Boccia UK) - Grèce (Hellenic Sports Federation for the Physically Disabled) - Hongrie (Hungarian Paralympic Committee) \| - Islande (NPC Iceland) - Irlande (Paralympics Ireland) - Israël (Israel Paralympic Committee) - Italie (FISPES) - Pays-Bas (Gehandicaptensport Nederland) - Norvège (Norweigan Multi Sport Association) - Pologne (Polish Disabled Boccia Federation) - Portugal (FPDD) - Russie (Russian Sport Federation for People with Physical Impairment) - Slovaquie (Slovak Sports Association for the Disabled) - Slovénie (Sports Federation for the Disabled of Slovenia) - Espagne (FEDPC) - Suède (Swedish Sports Organistaion for the Disabled) - Turquie (Turkish Sports Federation for the Physically Disabled) - Ukraine (Ukrainian Federation of Sports for Persons with Locomotor Disabilities) \| |                        |
| Membres affilié | | | |                        |
| | | - Émirats arabes unis (United Arab Emirates National Paralympic Committee) | - Angleterre (Boccia England) - Écosse (Scottish Disability Sport) - Catalogne (Catalan Sports Federation for Persons with Cerebral Palsy) - Russie (Russian Boccia Federation) |                        |
| - Autriche (Austrian Sport Federation for Disabled) - Azerbaïdjan (Azerbaijan Paralympic Committee) - Belgique (Belgian Paralympic Committee) - Croatie (Croatian Paralympic Committee) - Chypre (Cyprus Parasports Federation) - République tchèque (Spastic Handicap - Cerebral Palsy Czech Sports Federation) - Danemark (NPC Denmark) - Îles Féroé (ISB) - Finlande (Finnish Sports Association of People wiith Disabilities) - France (Fédération française handisport) - Géorgie (Georgia Boccia Federation) - Allemagne (Deutscher Behindertensportverband) - Grande-Bretagne (Boccia UK) - Grèce (Hellenic Sports Federation for the Physically Disabled) - Hongrie (Hungarian Paralympic Committee) | - Islande (NPC Iceland) - Irlande (Paralympics Ireland) - Israël (Israel Paralympic Committee) - Italie (FISPES) - Pays-Bas (Gehandicaptensport Nederland) - Norvège (Norweigan Multi Sport Association) - Pologne (Polish Disabled Boccia Federation) - Portugal (FPDD) - Russie (Russian Sport Federation for People with Physical Impairment) - Slovaquie (Slovak Sports Association for the Disabled) - Slovénie (Sports Federation for the Disabled of Slovenia) - Espagne (FEDPC) - Suède (Swedish Sports Organistaion for the Disabled) - Turquie (Turkish Sports Federation for the Physically Disabled) - Ukraine (Ukrainian Federation of Sports for Persons with Locomotor Disabilities)      | | |                        |